# 拉斯韦吉利亚斯
拉斯韦吉利亚斯，是西班牙卡斯蒂利亚-莱昂萨拉曼卡省的一个市镇。 总面积44平方公里，总人口303人（2001年），人口密度7人/平方公里。